# 수르빈 차울라
수르빈 차울라(힌디어: सुरवीन चावला, 영어: Surveen Chawla, 1984년 8월 1일 ~ )는 인도의 배우, 댄서, 모델이다.